# Station Wideumont
Station Wideumont is een voormalig spoorwegstation langs spoorlijn 163 (Libramont – Bastenaken – Gouvy) in het Belgisch-Luxemburgse gehucht Wideumont, in een
deelgemeente van Libramont-Chevigny.
Het is geopend in 1869 als Wideumont-Bercheux en kreeg in 1883 de naam Wideumont.
Het stationsgebouw was oorspronkelijk veel groter. De zijbeuken en bovenverdieping zijn verdwenen.

## Aantal instappende reizigers
De grafiek en tabel geven het gemiddeld aantal instappende reizigers weer op een week-, zater- en zondag.
| Tabel: aantal instappende reizigers station Wideumont | Tabel: aantal instappende reizigers station Wideumont | Tabel: aantal instappende reizigers station Wideumont | Tabel: aantal instappende reizigers station Wideumont |
|                                                       | Weekdag                                               | Zaterdag                                              | Zondag                                                |
| ----------------------------------------------------- | ----------------------------------------------------- | ----------------------------------------------------- | ----------------------------------------------------- |
| 1977                                                  | 11                                                    | 9                                                     | 0                                                     |
| 1978                                                  | 17                                                    | 17                                                    | 0                                                     |
| 1979                                                  | 27                                                    | 18                                                    | 0                                                     |
| 1980                                                  | 25                                                    | 22                                                    | 0                                                     |
| 1981                                                  | 22                                                    | 14                                                    | 0                                                     |
| 1982                                                  | 42                                                    | 46                                                    | 0                                                     |
| 1983                                                  | 33                                                    | 33                                                    | 3                                                     |

0,0: Libramont ·
3,5: Ourt ·
6,6: Bernimont ·
10,5: Wideumont ·
15,7: Rosières ·
18,9: Morhet ·
22,2: Sibret ·
24,2: Villeroux ·
28,7: Bastenaken-Zuid ·
29,8: Bastenaken-Noord ·
33,4: Bizory ·
38,9: Bourcy ·
44,6: Tavigny ·
52,5: Limerlé ·
58,9: Gouvy ·
66,4: Beho ·
69,0: Maldange ·
71,4: Weisten ·
74,2: Crombach ·
79,0: Sankt Vith